# Count Ossie
Count Ossie (* 26. März 1926 in Saint Thomas Parish als Oswald Williams; † 18. Oktober 1976) war ein jamaikanischer Perkussionist und Bandleader. Er gehörte zudem der Rastafari-Bewegung an.

## Werdegang
Oswald Williams wuchs in einer Rastafari-Gemeinschaft auf und lernte dort den Gesang und die Percussion mit Handtrommeln. In den späten 1950ern gründete er mit anderen Percussionisten die Count Ossie Group. Erste Aufnahmen machte er nach einem Treffen mit Prince Buster, darunter den Song Oh Carolina, der als wegweisend für die Entwicklung des Reggae gilt. Während dieser Zeit nahm Count Ossie auch für Harry Mudie auf.
Später gründete Count Ossie eine Gruppe namens Mystic Revelation Of Rastafari und nahm mit diesen zwei Alben auf. Als sein wichtigstes Werk gilt das 3-LP-Set Grounation (Ashanti 1973), das neben Oh Carolina auch So Long und Grounation mit über 30 Minuten Spielzeit enthält. 1975 brachte er Tales Of Mozambique (Dynamic 1975) heraus.
1976 verstarb er bei einem Verkehrsunfall. Posthum wurde 1983 das Album Man from higher heights veröffentlicht. Es ist allerdings unklar, ob Count Ossie  auf diesen Aufnahmen zu hören ist.
Seine Band Mystic Revelation Of Rastafari veröffentlichte auch nach seinem Tod noch weitere Alben.

## Diskografie (Auswahl)

### Alben
| Jahr | Veröffentlicht als                                 | Titel                   |
| ---- | -------------------------------------------------- | ----------------------- |
| 1973 | Count Ossie and the Mystic Revelation Of Rastafari | Grounation              |
| 1975 | Count Ossie and the Mystic Revelation Of Rastafari | Tales Of Mozambique     |
| 1983 | Count Ossie and the Rasta Family                   | Man from Higher Heights |

### Kompilationen
- 1996 Remembering Count Ossie: A Rasta Reggae Legend (Kompilation aus Liedern, die bei Harry Mudie aufgenommen wurden.)

### Erscheint bei
- Kante: 2001 Zweilicht (Lied Nr. 4 best of both worlds enthält ein von Count Ossie gesprochenes Gedicht)

## Filmografie
- Every Nigger Is a Star, Regie: Calvin Lockhart, Jamaika 1974. (Count Ossie spielt sich selbst.)